# Pissis
Pissis är en slocknad vulkan i La Rioja, Argentina. Berget är det tredje högsta på västra halvklotet och ligger ungefär 550 km norr om Aconcagua. På grund av sin placering i Atacamaöknen har berget väldigt torra förhållanden med snö som bara lägger sig på vintern. Berget är mycket högt och avlägset men det är möjligt att vandra upp för berget. Även om det blir en väldigt lång vandring.
År 1994 gjorde de argentinska myndigheterna en avancerad GPS-mätning av bergets höjd. Svaret blev att Pissis var 6 882 meter högt, högre än Ojos del Salado, men SRTM och annan GPS-teknologi har visat att mätningen var felaktig. År 2005 gjordes en österrikisk mätning med noggranna DGPS-mätningar som visade att berget var 6 793 meter högt. Detta bekräftades senare av en chilensk-europeisk expedition som mätte både Ojos del Salado och Pissis.